# Ronny Fimmel

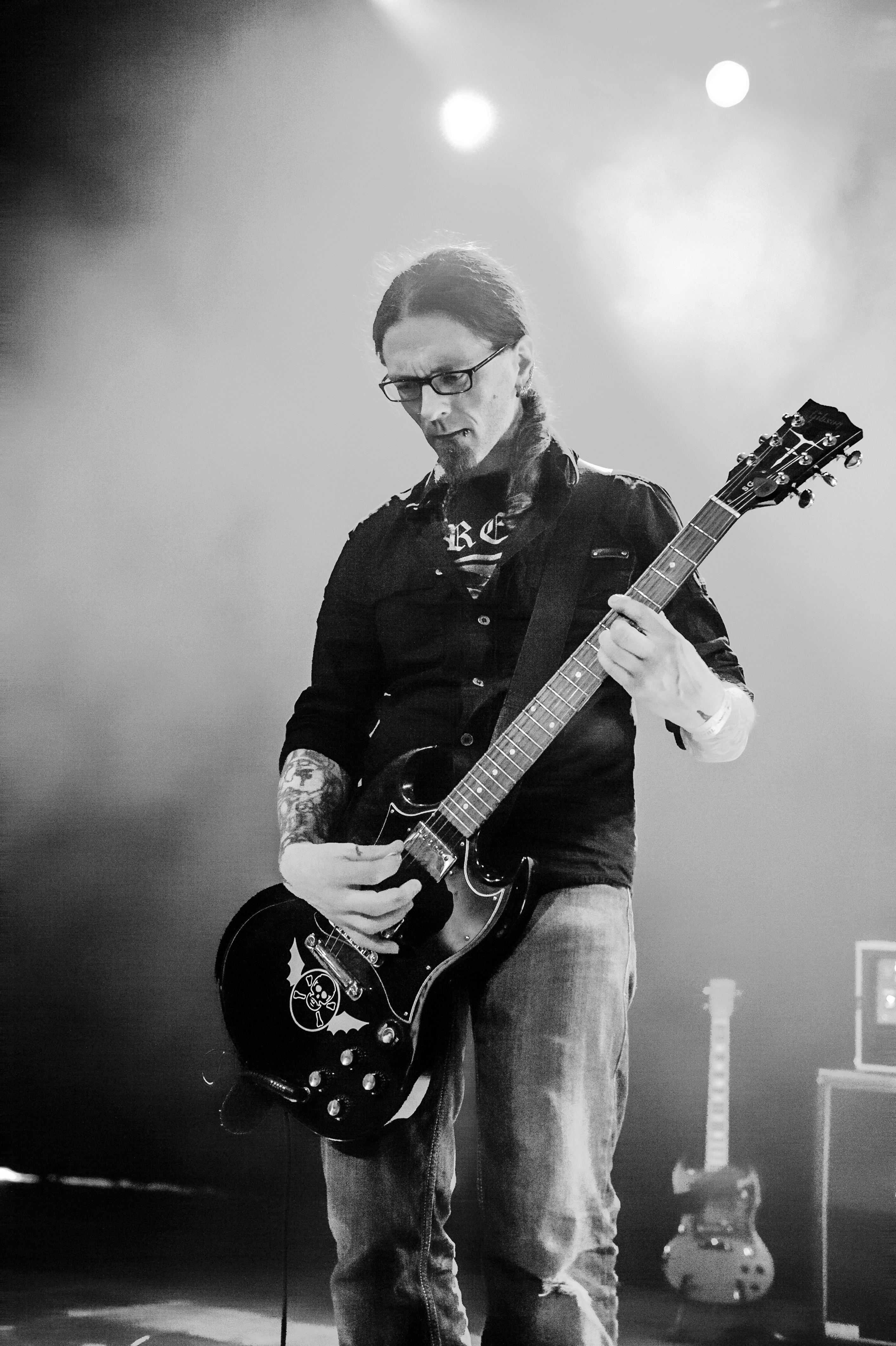
Yantit als Gitarrist von Ewigheim auf dem Amphi Festival 2016.

Ronny Fimmel, bekannt unter dem Pseudonym Yantit, ist ein deutscher Musiker. Er ist in den Bands Eisregen (Schlagzeug), Transilvanian Beat Club (Gesang, Gitarre) und Marienbad (Gitarre, Keyboard) aktiv.
Zudem war er Gründungsmitglied der Gruppen Ewigheim (Gitarre, Programmierung) und Panzerkreutz. Letztere gründete er gemeinsam mit Eisregen-Sänger Michael Roth für zwei Lieder, die auf der Split-Veröffentlichung Thuringian Supremacy Vol. 1 enthalten sind.
Ronny Fimmel war, bevor er 1995 mit Roth, Michael „Bursche“ Lenz und Daniel „DF“ Fröbing Eisregen gründete, in der Death-Art-Combo Necrotikissme aktiv. Diese Gruppe existiert seit 1992 und heißt seit 2004 Necro & Gesocks. Im Januar 2005 stieg Fimmel aus der Gruppe aus.
1999 gründete er gemeinsam mit Allen B. Konstanz (The Vision Bleak) das Projekt Ewigheim. 2004 erschien über das Label Prophecy Productions das Debütalbum Heimwege. 2005 gründete Fimmel mit der ehemaligen Eisregen-Violistin Theresa Trenks die Metal-Band Transilvanian Beat Club (TBC). Bisher veröffentlichte TBC zwei Alben über Massacre Records. 2010 folgte die Gründung seines dritten Projektes unter dem Namen Marienbad, das bisher ein Album über Massacre Records veröffentlichte.

Ronny Fimmel beim Eisregen-Konzert im Mai 2022 in Rostock

## Diskographie

### Eisregen
- siehe Eisregen

### Transilvanian Beat Club
- siehe Transilvanian Beat Club

### Marienbad
- siehe Marienbad

### Ewigheim
- siehe Ewigheim

### Panzerkreutz
- 2011: Thuringian Supremacy Vol 1 (Split mit Goatfuneral, Dies Fyck und Occulta)

| Personendaten    | Personendaten         |
| ---------------- | --------------------- |
| NAME             | Fimmel, Ronny         |
| ALTERNATIVNAMEN  | Yantit (Künstlername) |
| KURZBESCHREIBUNG | deutscher Musiker     |
| GEBURTSDATUM     | 20. Jahrhundert       |